# East of the Sun, West of the Moon
East Of The Sun, West Of The Moon je čtvrtým albem norské skupiny A-ha.

## Řazení skladeb
1. Crying In The Rain 4:25
2. Early Morning 2:59
3. I Call Your Name 4:54
4. Slender Frame 3:42
5. East Of The Sun 4:47
6. Sycamore Leaves 5:22
7. Waiting For Her 4:49
8. Cold River 4:40
9. The Way We Talk 1:30
10. Rolling Thunder 5:43
11. (Seemingly) Nonstop July 2:55

## Obsazení

### Členové skupiny
- Morten Harket (zpěv)
- Paul Waaktaar-Savoy (kytara)
- Magne Furuholmen (klávesy)

### Hosté
- Jorun „JB“ Boseberg (basová kytara)
- Per Hillestad (bicí)